# Blåkrog
Blåkrog (németül: Blaukrug) Als Sund két falujából, Neder Blåkrogból és Over Blåkrogból álló, falvanként 5-10 házból álló, egymástól kb. 50 méter távolságra lévő település Dél-Jütlandban, ezért nevük gyakran Blåkrog alakban fordul elő. Aabenraa és Sønderborg városok között helyezkednek el. Blåkrog Aabenraa településen található, és a Dél-Dániai régióhoz tartozik.
Neder Blåkrogban született 1783-ban Christoffer Wilhelm Eckersberg festő és itt élt 1786-ig, amikor családjával a Blåkrogtól 3 kilométerrel délkeletre fekvő, szomszédos Blans városba költözött. Első képeit is Blåkrog és Blans környéke inspirálta, ezért Neder Blåkrogban, a régi fogadó előtt emlékkövet állítottak, míg Blansban pedig egy emléktáblát „a dán festészet atyjának”.
Korábban Blåkrog a Lundtoft önkormányzat Varnæs plébániájához tartozott. Jelenleg Sønderborg önkormányzattal határos.

## Nevezetességek
A közelben számos UNESCO világörökségi helyszín található, többek között a Jelling-halmok, a rovásírásos kövek.

## Itt születtek, itt éltek
- Christoffer Wilhelm Eckersberg - dán festő 1783-ban itt született Blåkrogban.